# Callisto Caravario
Callisto Caravario (Cuorgnè, 8 giugno 1903 – Shaoguan, 25 febbraio 1930) è stato un sacerdote salesiano, ucciso in Cina dai pirati. È venerato come santo e martire dalla Chiesa cattolica.

## Biografia
Callisto nacque a Cuorgnè, in provincia di Torino, nel 1903 da due operai, Pietro e Rosa, che lo educarono insegnandogli l'amore per il Signore e per il prossimo. Sin da piccolo era un bambino buono, che invece di giocare preferiva raccogliersi in preghiera, e aiutava volentieri la madre nelle faccende domestiche.
Dopo qualche anno, la sua famiglia si trasferì a Torino per lavoro, e Callisto fu iscritto alla scuola elementare dei salesiani di don Bosco, la San Giovanni Evangelista: l'oratorio divenne la sua seconda casa e qui Callisto cominciò ad essere d'esempio per i ragazzi di strada, avvicinandosi a loro, interessandosi della loro vita, invitandoli a frequentare l'oratorio, seguendo l'esempio di San Giovanni Bosco. Callisto ripeteva spesso: "Io ho avuto la fortuna di avere una famiglia; questi bambini, invece, per avere un futuro possono soltanto affidarsi al Signore. Voglio aiutarli a ritrovare la strada del bene, con l'aiuto della divina Provvidenza".
A 15 anni, mentre frequentava il liceo classico, Callisto decise di farsi prete, e "Spero, un giorno, di diventare un missionario, proprio come don Giovanni Bosco" disse ai suoi genitori. Così, nel 1919 fece domanda per diventare novizio dell'ordine dei salesiani. Sul suo diario annotò la seguente preghiera: "Signore, la mia croce non desidero che sia né leggera né pesante, ma come la vuoi Tu. Solo ti chiedo di poterla portare volentieri". Il suo desiderio di diventare missionario lo espose anche a monsignor Luigi Versiglia, nel 1921, anno in cui quest'ultimo tornò in Italia dopo essere stato 15 anni ad evangelizzare in Cina: "Io, la raggiungerò presto in Cina; insieme faremo conoscere la luce di Cristo".

### La missione in Cina e la morte
Callisto partì due anni dopo, raggiungendo i confratelli a Shanghai. Qui ebbe difficoltà nell'imparare la lingua, come si evince da una delle tante lettere che scriveva alla madre: "Qui noi missionari stiamo studiando il cinese. A 20 anni io imparo a scrivere e a balbettare come un infante. Sia anche questo nel nome del Signore. Noi qui siamo contentissimi. Pensiamo all'Italia, perché è impossibile non pensarvi, ma siamo felicissimi di essere in Cina. Mia buona mamma, prega per il tuo Callisto, affinché possa imparare un po' facilmente questa lingua, che è assai difficile, e possa così fare del bene. Mamma, io non la dimentico mai: ogni tanto guardo il suo ritratto e la raccomando alla Madonna".
Quelli però non erano anni facili in Cina: nel 1926 l'esercito comunista ordinò ai sacerdoti cattolici di abbandonare tutti i loro averi e il territorio cinese. Anche i salesiani furono costretti a lasciare la missione e a rifugiarsi a Timor, un'isola indonesiana, per un paio d'anni, fino alla fine del 1927, quando il generale Chiang Kai-Shek, oppositore dei comunisti sostenuti da Stalin, dichiarò fuorilegge i comunisti.
I salesiani riuscirono a tornare in Cina, ma le turbolenze che avevano impedito a Callisto di essere consacrato prete non erano del tutto cessate.
Callisto fu ordinato sacerdote nel 1929, a 26 anni non ancora compiuti.
Anche in quest'occasione la madre fu avvisata: "Avrò la fortuna di diventare sacerdote proprio il mese prossimo, di maggio, in prossimità della festa di Maria Ausiliatrice. Non è una vera delicatezza che mi usa la Madonna? Lei, invece, madre mia, ravvivi il suo coraggio. Avere un figlio sacerdote è una grande grazia e un grande onore. Coraggio! In Paradiso il Signore la ricompenserà di tutti i sacrifici fatti per suo amore".
Il 25 febbraio 1930 don Callisto, che aveva appena 26 anni, stava accompagnando monsignor Versiglia in visita pastorale nella missione del distretto di Lin Chow, in una zona devastata dalla guerra civile, assieme a due giovani maestri, le loro sorelle e una catechista. Improvvisamente la loro imbarcazione fu assalita da pirati che volevano molto denaro per lasciarli passare. "Non ne abbiamo, siamo missionari", replicarono i due salesiani. Quando i pirati minacciarono di rapire le giovani donne che erano con loro, monsignor Versiglia e don Caravario non ci pensarono due volte: "Prendete noi ma, vi supplichiamo, salvate queste ragazze".
I banditi li fucilarono in un bosco sulle rive del fiume Beijang, vicino alla città di Shaoguan, poi tornarono alla barca dal complice rimasto di guardia e prima di scappare commentarono stupiti: "Non riusciamo a capire: tutti temono la morte. I vostri amici sacerdoti, invece, sono morti contenti, con coraggio".

## Culto
L'atto di eroismo gli valse il titolo di martire nel 1975, e nel 2000 papa Giovanni Paolo II lo canonizzò assieme a Versiglia e altri 118 martiri, religiosi e laici. In quell'occasione, il papa ricordò le parole di chi aveva conosciuto il missionario: "Don Callisto Caravario è diventato santo non perché martire, ma è diventato martire perché santo".
Nel Martirologio Romano al 25 febbraio: "Sulle rive del fiume Beijang vicino alla città di Shaoguan nella provincia del Guandong in Cina, santi martiri Luigi Versiglia, vescovo, e Callisto Caravario, sacerdote della Società Salesiana, che subirono il martirio per aver dato assistenza cristiana alle anime loro affidate".